# 陰莖環

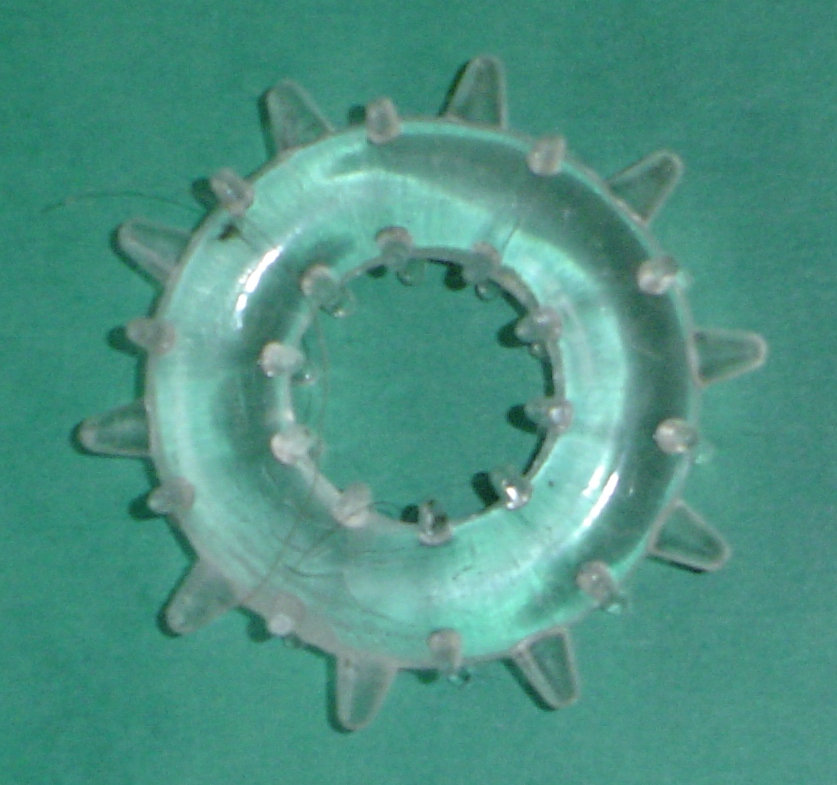
陰莖環

陰莖環是環繞於男性陰莖上的性玩具，一般套於陰莖根部，主要用於勃起後減慢血液流出陰莖組織，從而增加勃起時間。陰莖環可直接戴於陰莖上、陰莖連同陰囊一起套進環內或者只戴於陰囊上(雖然這一般被指爲「睾丸鎖」)。陰莖環可以由多種不同的物料製造，最普遍的是皮革、橡膠、矽膠或者金屬。從前的陰莖環多由山羊的眼圈及上下眼睫毛割下来烘乾消毒而成，稱為羊眼圈。現在雖然很少再有以山羊眼圈所製成的陰莖環，但有時仍會其他物料製造的陰莖環稱為羊眼圈。
通常男人會因爲有勃起困難，或偏好緊束的特殊感覺及增加陰莖充血量而佩戴陰莖環。性交时套在龟头的状沟上或阴茎根部。能阻止阴茎的血液回流，使得勃起更强硬。
某些款式會包括凸出的金屬珠，用以在性交時刺激陰核、陰戶或肛門。而羊眼圈则靠羊的睫毛刺激對方的敏感部位，增加快感。另外也有附加振動器的，用以刺激自己或性伴侶的睾丸或陰戶。還有充氣式的，可以控制陰莖環充氣量的。
三段式的陰莖環有額外的環套住睾丸。當性交高潮時，睾丸通常會在射精時向身體方向收縮。三段陰莖環通過強制睾丸留在原有位置不向身體方向收縮，從而改變及強化性高潮的感覺。
陰莖環佩戴得太緊或太長時間會造成危險，會引發陰莖持續勃起症。若不及時處理會造成嚴重及永久性的傷害，包括陰莖壞死。爲了減低佩戴陰莖環所造成的風險，某些陰莖環會有「快懈」設計，以方便在持續勃起時快速把陰莖環取下。此外，在使用有金屬珠或其他凸出物的陰莖環時，要注意阴道或肛門要充分的润滑。同时由于刺激性过强，须考虑对方的接受能力。
有時，陰莖環亦會與陰莖泵結合使用。
坊間稱之為包莖矯正器、矯正環的非醫療器材其實是陰莖環的一種延伸應用，名稱上亦是錯誤的。包莖指的是包皮開口太過狹小，導致龜頭無法部分或是全部露出，需靠手術治療。而包莖矯正器則是只能用於包皮過長的情況。原理類似於長袖短穿一般（如透氣膠帶固定包皮法），將該環固定在褪下包皮後的冠狀溝上，使包皮無法往前覆蓋龜頭。以衛生角度而言，在避免尿液及包皮垢沾染在龜頭與冠狀溝上有一定的效果。就治療而言，坊間常誇大稱該產品可治療改善包皮過長，實際情況則有待臨床實驗，但短期內是無任何改善或是治療效果的。且常因其材料不明，材質過軟或過硬；大小適中於否；設計構造上的瑕疵，亦有可能會傷害到龜頭、包皮、冠狀溝下方黏膜組織造成瘀血，如過緊則可能導致血液無法回流造成陰莖異常勃起甚至是永久性的傷害。